# Cashbox
Cashbox, também conhecida como Cash Box, foi uma revista comercial da indústria musical estadunidense, publicada originalmente de forma semanal entre julho de 1942 e novembro de 1996. Dez anos após sua dissolução, foi revivida e continua como Cashbox Magazine, uma revista eletrônica com paradas semanais e edições impressas especiais ocasionais. Além da indústria musical, a revista cobriu a indústria de fliperamas, incluindo máquinas jukebox e jogos de arcade.

## História
Cashbox foi uma das várias revistas que publicou paradas de discos nos Estados Unidos. Seus concorrentes mais proeminentes eram a Billboard e Record World (conhecida como Music Vendor antes de abril de 1964). Ao contrário da Billboard, a Cashbox combinava todas as gravações disponíveis de uma música em uma posição nas paradas com informações do artista e da gravadora mostradas para cada versão, em ordem alfabética por gravadora. Originalmente não era dada nenhuma indicação de qual versão foi a mais vendida, mas, a partir de 25 de outubro de 1952, uma estrela foi colocada ao lado dos nomes dos artistas mais importantes. A Cashbox também imprimiu pequenas paradas de jukebox que incluíam dados específicos de artistas a partir da primavera de 1950. Gráficos separados foram apresentados para popularidade de jukebox, vendas de discos e airplay de rádio. Isto foi semelhante à metodologia da Billboard antes de agosto de 1958, quando estreou sua "Hot 100", que tentava combinar todas as medidas de popularidade em um gráfico abrangente. Além disso, a Cashbox publicava dados de paradas para gêneros específicos, como música country e música R&B. Em 1960, a Cashbox descontinuou sua parada de R&B após a edição de 5 de março; foi reinstaurado na edição de 17 de dezembro devido à demanda popular. A parada foi originalmente abandonada por ter sido dominada por discos pop.
Em 2003, a antiga Cashbox Magazine envolveu-se em um julgamento de assassinato depois que a polícia de Nashville, Tennessee, fez uma prisão em um caso arquivado em 1989. Kevin Hughes era um garoto de uma pequena cidade do sudeste de Illinois que passou a infância focado na música e na criação de suas próprias paradas de música country. Aos 22 anos, conseguiu o emprego que desejava em Nashville como diretor da parada de música country da Cashbox para artistas emergentes. Ele compilou dados de reproduções de jukebox, vendas de discos e reproduções de rádio para determinar as posições de vários discos de country. Ele supostamente estava procurando introduzir métodos mais científicos e transparentes para determinar posições nas paradas quando, um ano após o início de suas atividades, foi morto a tiros na rua, tarde da noite, no famoso Music Row de Nashville. Após anos de investigação, a polícia prendeu seu ex-colega de trabalho da Cashbox, Richard D'Antonio, pelo assassinato. Os promotores sustentaram que o assassinato estava relacionado a um esquema de pagamento de salário, no qual o promotor musical Chuck Dixon pagava aos funcionários da revista por posições favoráveis nas paradas e outras publicidades. Um cliente da Dixon já fora eleito o "Vocalista Masculino do Ano" pela publicação sem ter vendido um único disco. Hughes teria sido morto por não concordar com esse esquema de manipulação. D'Antonio foi condenado por homicídio em primeiro grau em 2003 e morreu na prisão em 2014. Dixon já havia morrido alguns anos antes da prisão de D'Antonio.

### Revista eletrônica (2006-presente)
Sandy Graham é proprietária, editora-chefe e diretora executiva da Cashbox Canada, uma empresa musical independente em Toronto, Canadá. Shane e Robert Bartosh controlam os dados de Roots. Bruce Elrod é o proprietário e continua sendo o agente registrado da Cashbox, que agora é operada em Ridgeway, Carolina do Sul.
Os atuais proprietários da Cashbox se reuniram com o cofundador e diretor executivo da Wilds & Associates, Randall Wilds, em 2018 para discutir relações comerciais. Wilds adquiriu participação na revista e uma parceria foi formada. Como resultado, Wilds & Associates tornou-se o editor do Cashbox. Embora a edição digital tenha permanecido sem alterações, a revista voltou à edição impressa como uma publicação bimestral começando com sua edição de novembro/dezembro de 2018, apresentando o artista country Blake Shelton na capa. Além de ser editora da Cashbox, a Wilds & Associates também atua como distribuidora da publicação. Desde o retorno à edição impressa, um novo site foi lançado no final de 2021. O novo site oferece aos leitores uma prévia de cada edição, notícias musicais e informações sobre assinaturas.

### Arquivos
Em 2014, a Record Research Inc., de Joel Whitburn, publicou uma história dos dados das paradas de singles da Cash Box abrangendo outubro de 1952 até o fim da revista original em 1996. Randy Price mantém os dados originais do Cash Box para os arquivos online.
A Biblioteca Swem do The College of William and Mary mantém o arquivo das edições impressas originais da revista Cash Box. As edições impressas foram digitalizadas em colaboração com o Internet Archive, por meio de uma doação do Council on Library and Information Resources.